# Real Cartagena
Corporación Deportiva Real Cartagena is een Colombiaanse voetbalclub uit Cartagena. De club werd opgericht in 1971 en kwam tot en met 2007 uit in de Categoría Primera A, de hoogste Colombiaanse voetbaldivisie. Aan het eind van het seizoen 2007-II degradeerde de club naar de Serie-B.
De eerste keer dat Real Cartagena uit kwam in de Copa Mustang was in 1992 toen er een plek vrij kwam vanwege het wegvallen van Sporting de Barranquila. De club degradeerde direct weer en het duurde tot 1999 tot er weer promotie afgedwongen kon worden. Na drie jaar op het hoogste niveau volgde wederom degradatie en weer twee jaar later wederom promotie. In 2005 wist de club het grootste succes in de historie te behalen door de finale te halen van de play-offs in het seizoen 2005-II. In 2007 volgde voor de derde keer in 15 jaar degradatie naar de Serie B.

## Erelijst
- Categoría Primera B (2)

1999, 2004

## Stadion
Real Cartagena speel zijn thuiswedstrijden in het Estadio Jaime Morón León. Dit stadion werd in 1960 in gebruik genomen en biedt plaats aan 25.000 toeschouwers. Het stadion, dat vroeger bekendstond onder de naam Estadio Pedro de Heredia, werd in 2007 hernoemd en is vernoemd naar voormalig voetballer Jaime Morón (1950-2005) uit Cartagena.